# Exupère Caillemer
Pour les articles homonymes, voir Caillemer.
Exupère Caillemer, né à Saint-Lô (Manche) le 23 novembre 1837 et mort à Lyon le 8 avril 1913, est un juriste lyonnais et membre de l'Académie des sciences, belles-lettres et arts de Lyon.

## Biographie
Exupère Caillemer nait d'une famille normande, à Saint-Lô dans la Manche.
Les traditions familiales le destinent à deux orientations de carrière, le droit et l’armée. Son choix se porte sur des études de droit, contre les désirs de son père.
Il étudie au collège de Saint-Lô et passe son baccalauréat en 1855. Puis il entame des études de droit à l’université de Caen. Il soutient sa thèse en 1861 et un an plus tard il est reçu premier au concours de l’agrégation.
Exupère Caillemer est nommé professeur de droit à la faculté de Grenoble en 1864 ou il enseigne le droit civil et le droit comparé (droit romain et droit attique). Après la mort prématurée de sa femme en 1875, le ministère lui propose un poste à la faculté de droit de Lyon, qui vient d’être créée. Il y enseigne le droit civil 33 ans, jusqu’à la fin de sa carrière. Bien qu’initialement contre la création d’une faculté de droit à Lyon, il en devient le doyen  s’investit énormément dans la vie de l’université et participe, entre autres, à la création de l’association des Amis de l’Université. Il prend sa retraite en septembre 1908.
Il est également membre du bureau de bienfaisance et membre du conseil des Hospices de Lyon.
Il meurt le 8 avril 1913 d'une maladie fulgurante.

### Sociétés savantes
Le 5 décembre 1876 il est élu à la section lettres de l’Académie des sciences, belles-lettres et arts de Lyon. Ses participations à l'Académie, qu’il s’agisse de manuscrit ou de conférences sont variées. Il s’intéresse à la politique et au droit grec, mais aussi à la musique grecque. Il concentre également ses travaux sur la Normandie et les découvertes archéologiques à Lyon.
Il est également membre de l’Académie Delphinale.

## Publications
- Des intérêts. Études philosophiques, historiques et juridiques (thèse), Caen, 1861, 275p
- Étude sur Michel de Marillac, Caen, 1862, 40p., repr. 2010.
- Dictionnaire des antiquités grecques et romaines, 10 vol., Paris : Hachette, 1877.
- « L’enseignement du droit à Lyon avant 1875 » ac 1900, vol 2, 1901.
- « Le droit civil dans les provinces anglo-normandes au XIIIe siècle » d’après plusieurs manuscrit de la bibliothèque de Lyon. (congrès millénaire Normand, 1911, 27 p.)